# 2023年東耶路撒冷猶太教堂槍擊事件
2023年1月27日，一名巴勒斯坦枪手在约旦河西岸地区东耶路撒冷的一个以色列定居点向前往犹太教堂进行朝拜的人群进行射击，其中包括几名以色列警员在内，共造成7名平民死亡。该事件是自2008年耶路撒冷叶史瓦恐袭以来以色列在和平时期内发生的伤亡人数最多的巴勒斯坦恐袭事件。。
事件发生前一天，巴勒斯坦的杰宁地区也发生了一场袭击，造成10名巴勒斯坦人死亡，巴勒斯坦国内普遍认为袭击与以色列有关，许多巴勒斯坦人认为这次袭击是一次报复行动。

## 经过
根据国土报报道，袭击者先是沿着尼夫亚可夫大道步行了大约200米，在经过教堂时开枪杀死了4名行人及一名摩托车手。一些教堂中的人在听到枪声后立即冲出大门试图逃离，袭击者遂继续向人群射击，其后在返回汽车途中经过一个十字路口时再次开枪射杀两名路人。
枪手在发动袭击后驾车逃往巴勒斯坦人聚居的贝特哈尼纳社区，并在遭遇警察后试图弃车步行逃离，最终被警方击毙
袭击共造成7人死亡，其中有2名女性，死者年龄介于14岁到68岁之间，另有至少3人受伤。经乌克兰总统弗拉基米尔·泽连斯基证实，其中一名遇害的女性是乌克兰人。

## 事件背景
事件发生时正值国际大屠杀纪念日，部分人认为两者存在联系，另一些人则认为这只是一次单纯的报复行动。

### 事发地点
尼夫亚可夫是东耶路撒冷的一个以色列定居点，为1972年以色列政府从附近三个巴勒斯坦人社区夺取部分土地后所建立，是东耶路撒冷环形定居点的一部分，而该环形定居点则散布在巴勒斯坦人社区之中。记者贾拉勒·阿布哈特表示尼夫亚可夫所用土地全部是巴勒斯坦人的私人用地或登记土地，以色列政府在占去之前并未征求这些人的意见，而占去之后亦没有给予任何补偿。另外以色列国防军还在该地设立了负责约旦河西岸地区的中央司令部。阿布哈特认为袭击事件与上述事实存在必然联系。

### 袭击者
以色列警方将袭击者描述为21岁的东耶路撒冷居民卡利·阿尔卡姆。卡利有一个19岁的亲戚曾在两天前使用玩具枪威胁以色列军人，并在被发现后被以军击毙，卡利的祖父则于1998年在耶路撒冷死于一场以色凯煦党成员发起的持刀伤人事件。
卡利的父亲在事后表示之前从未听说过儿子有任何计划，也不清楚他是否是为了报复。他向阿拉伯媒体表示为卡利感到自豪，并表示在他心中，事发当天是他与卡利的“婚礼”。

## 反应

### 以色列

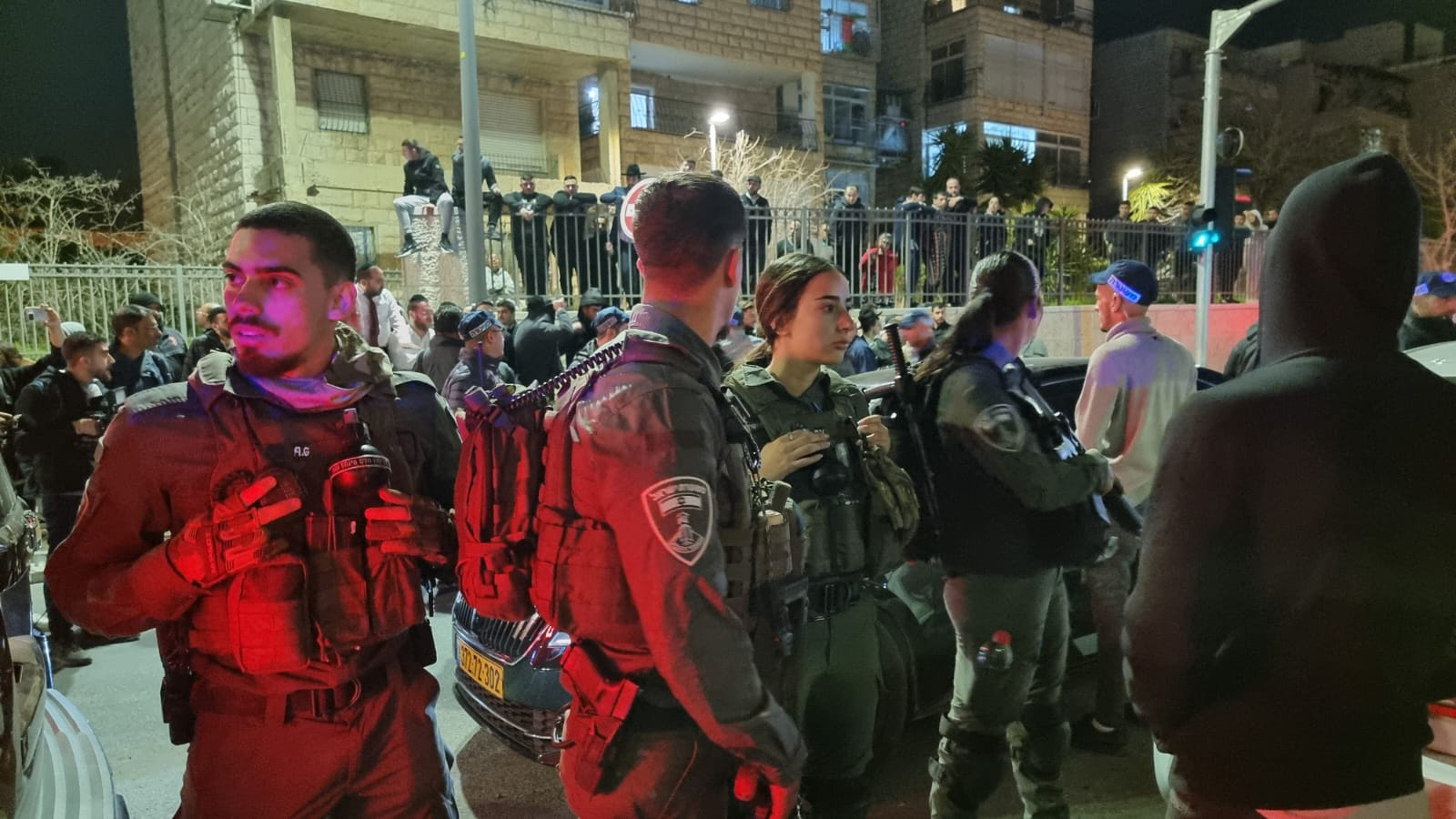
事发现场的以色列警察

据以巴两国媒体报道，自袭击事件爆发后已有42—50人遭到逮捕，被捕人士多为袭击者的家庭成员。此外，以色列政府计划将凶手的房屋拆毁。1月28日，卡利的住所被正式贴上封条。
以色列总理本雅明·内塔尼亚胡办公室对外表示内阁正在推动剥夺袭击者家人在境内的居留权及公民权，且不排除会将他们驱逐至约旦河西岸地区，同时将会免除他们的社保福利。人权组织及巴勒斯坦外交部认为这样的惩罚属于连坐，巴勒斯坦外交部另表示这种做法严重违背了国际法及日内瓦公约，进一步表明以色列试图降低巴勒斯坦人在耶路撒冷所占的比例 。
内塔尼亚胡本人亦对这次事件作出了回应，并表示考虑放宽以色列人的持枪限制。

### 巴勒斯坦

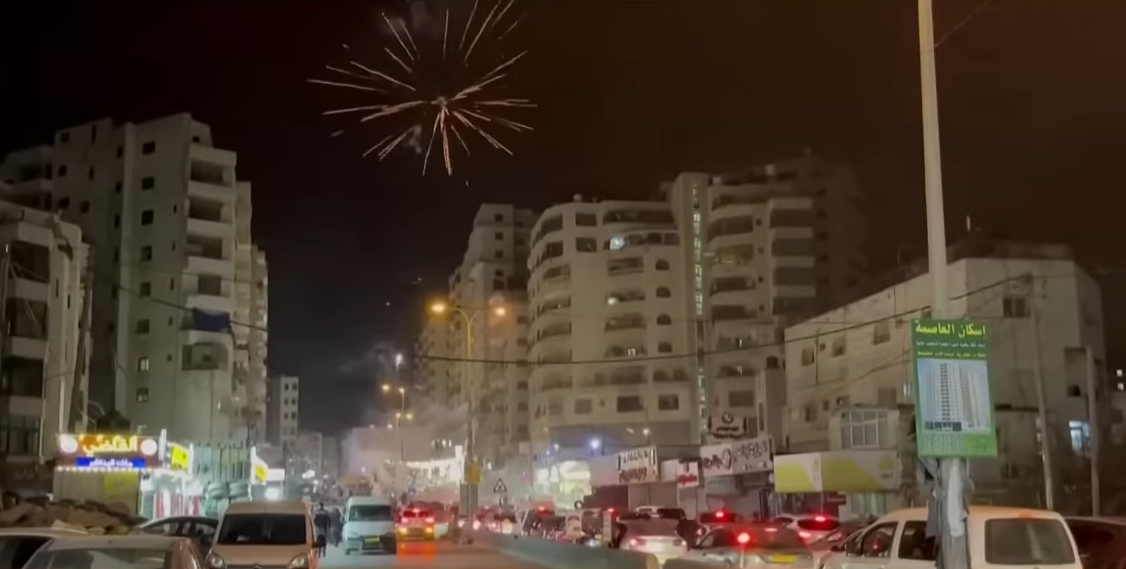
一些巴勒斯坦人在加沙地带及约旦河西岸地区燃放烟花庆祝

巴勒斯坦民族权力机构主席马哈茂德·阿巴斯认为以色列政府应对这次袭击负全责。巴勒斯坦民兵组织表示袭击者与他们并无关系，但表示相信这是对昨日的杰宁袭击的报复，且对这种报复的发生并不意外。哈马斯发言人哈泽姆·卡西姆认为袭击是对以色列占领行为的一次反抗，并称这种反抗仍将持续发生。巴勒斯坦伊斯兰圣战组织发言人塔里克·伊兹-埃尔丁也认为这次行动是对杰宁袭击的“自杀性报复”，并对袭击者提出称赞。
事件发生后，加沙、拉姆安拉、納布盧斯、杰宁、希伯伦及贝特哈尼纳社区等地出现数十名巴勒斯坦人临时聚集进行庆祝，庆祝方法包括燃放烟花、派发糖果、鸣枪、鸣笛等。

### 国际反应
多个国家及国际组织针对此次事件作出了谴责，亦有一些国家呼吁各方保持克制。两名联合国外交官表示，在联合国安全理事会举行的内部会议中，15个成员国也一致对此事表示谴责。
- 法國：法国政府发表声明对袭击作出谴责，称以平民为目标、在众人祈祷时发起以及国际大屠杀纪念日这一时间节点都使得这次袭击变得更加不可容忍，同时表示“法国将永远与受害者及其家属站在一起”，并呼吁各方不要做出任何会激起暴力的行为[36]。
- 德国：德国总理奥拉夫·朔尔茨称对这次“骇人”的袭击感到震惊，并表示他此时的心情与受害者家属相同[34]。
- 印度：印度外交部官方发言人（英语：Official Spokesperson of the Ministry of External Affairs (India)）阿林丹·巴奇（英语：Arindam Bagchi）对这次袭击作出“强烈谴责”，并对受害者家属表示哀悼及祝愿伤者早日康复[37]。
- 约旦：约旦外交部对袭击表示了谴责，并呼吁各方停止会引发冲突的一切行为[38]。
- 沙烏地阿拉伯：沙特阿拉伯外交部表示“巴以两国的现况仍将导致更严重的冲突”，并谴责任何针对平民的袭击[38][39]。
- 土耳其：土耳其外交部发表声明“强烈谴责”该次事件，并向受害人家属及以色列方面发出哀悼及祝愿伤者早日康复[36]。
- 阿联酋：阿联酋外交部表示强烈谴责此次袭击，并表示该国拒绝接受一切破坏社会稳定、有违人类价值的暴力活动[36]。
- 英国：英国外交、聯邦及發展事務大臣詹姆士·柯維立表示在国际大屠杀纪念日之际对祈祷人士发起袭击的行为非常“可怕”[40]。英国驻以色列大使尼爾·維根（英语：Neil Wigan）表示对关于这次恐怖袭击的报道感到震惊，并表示英国将与以色列站在一起[8]。
- 美国：美国国务卿安东尼·布林肯表示：“此时我们的心情与以色列人民相同。在国际大屠杀纪念日发生这样的袭击实在是一个悲剧，我们向受害者的家人表示哀悼，并祝愿他们的记忆里只留下美好的事物”[36]。
- 欧洲联盟 – 欧盟外交与安全政策高级代表何塞普·博雷利表示这次事件进一步体现了以色列的安全考量合法，欧盟对此全力支持，但亦表示应将暴力手段作为最后选择，除非实在无法避免[34]。欧盟驻以色列大使迪米特·赞切夫（英语：Dimiter Tzantchev）则表示这种暴力“毫无意义”，“恐怖主义无法解决问题”[8]。
- 联合国：联合国秘书长, 安东尼奥·古特雷斯表示“恐怖主义无法原谅，所有人都必须明确谴责及拒绝恐怖分子”[36]。
- 波兰、瑞典、塞尔维亚、波斯尼亚和黑塞哥维那、北马其顿、斯洛文尼亚、捷克共和国、意大利及日本等国外交部否对这次袭击表示了谴责与哀悼[40]。